# روبي كلارك
روبي كلارك (بالإنجليزية: Robbie Clark)‏ (30 أبريل 1991 بكينغستون أبون هال في المملكة المتحدة - ) هو لاعب كرة قدم بريطاني في مركز الوسط. لعب مع نادي أوسترسوند ونادي دونكاستر روفرز وBrigg Town F.C. ‏ ونادي بوسطن يونايتد وSkellefteå FF ‏.

## وصلات خارجية
- روبي كلارك على موقع Soccerbase.com (لاعب) (الإنجليزية)
- روبي كلارك على موقع Soccerway.com (الإنجليزية)
- روبي كلارك على موقع عالم كرة القدم.نت (الإنجليزية)